# Гентамицин
Гентамицин је антибиотик из породице аминогликозида и делује на велики број бактеријских инфекција, нарочито на инфекције изазване Грам негативним бактеријама. Гентамицин је миметик природних биомолекула и надовеже се на бактеријске рибозоме где доводи до неправилног читања генетичког кода.
Као и сви антибиотици из породице аминогликозида, гентамицин не улази, тј не пролази кроз мембране које би га довеле у танко и дебело црево, тако да се може дати пацијенту само путем инфузије, односно интравенски, или топикално.

## Нуспојаве
Споредне штетне последице дугорочног конзумирања гентамицина су губљење слуха или поремећаји координације, нарочито код особа које већ имају уређене генетичке предиспозиције за испољавање проблема у координацији. Ове особе имају безазлену мутацију ДНК молекула која се може драстично испољити уколико се гентамицин у великој мери уноси у организам и меша са ћелијама домаћина у читању генетичког кода. Ћелије уха су нарочито осетљиве на овај антибиотик. Понекад се антибиотик намерно користи у великој мери у драстичним случајевима Менијерове болести или Менијеровог синдрома, како би се ослабила активност вестибуларног апарата.
Гентамицин такође може бити јако нефротоксичан, нарочито у серијским третманима где се узима на редовној основи у великој дози. Да би се избегло оштећење бубрега доза гентамицина се преписује на основу масе пацијента.
Ешерихија Коли је показала одређени степен отпорности на гентамицин иако је сама бактерија грам негативна.